# 姜昌成
姜昌成（韓語：강창성，1927年9月1日—2006年2月14日）是韩国军事政治家和大学教授。第四共和国时期，任韩国海港厅首任厅长。陸士八期毕业生，曾以排长、连长、营长（战时指挥活动）身份参加朝鲜战争。但未参加五一六军事政变，后任陆军第20师参谋长、中央情报局局长、第5师师长、法院副院长、陆军安全司令部司令、陆军第3军区司令部司令、韩国海洋港湾厅厅长。

## 生涯
1927年9月1日生于京畿道抱川郡，后考入陸士八期，毕业后被任命为陆军少尉。他在联合武装部队司令部步兵学校（陆军步兵学校前身）服役并完成第一期军事课程后，朝鲜战争爆发，他以排长、连长、连长的身份参战，和营长。被授予三枚勋章。
1957年7月至1958年8月军事大学毕业。后入海仁大学法学系，1960年2月13日获海仁大学法学学士学位。排在同学前列晋升上校的他，在部队任中校时没有参加1961年的五一六军事政变。1961年6月任陆军第52团团长（晋升为上校），1962年任陆军第20师参谋长，1963年1月任陆军司令部作战参谋部步兵师师长，晋升上将（1964年6月）,1965年8月任陆军中央情报学校校长，1965年任中央情报局计划管理协调处处长。他是陸士八期中第一个晋升少将的，并担任中央情报学校校长（1964年8月）。后晋升少将，历任陆军第5师师长（1968年4月）、陆军本部情报参谋部副部长、中央情报局副部长（1970年9月）。保安司令官（1971.09），1973年8月任陆军第3师师长等职，1976年退役。
改组后，1977年12月至1980年2月任韩国海事港务厅首任厅长，为韩国航运业的发展奠定了基础。 1973年他还负责尹必镛事件的调查，揭露了军方组织一心会。正因为如此，以全斗煥为首的一心会在1980年3月上台后，从1980年7月开始在三清教育隊度过了2年零6个月，并被监禁。之后被禁止从事政治活动，随即进入日本东京大学大学院攻读军阀政治专业，1987年回国。 1987年9月起任明知大学教授，1988年9月起任明知大学附属日本研究所所长， 1989年6月起任韩日交流奖学金协会会长。
1992年作为民主党国会议员进入政坛，并担任民主党代理总裁。

## 死后
2006年2月14日去世。事后，死者家属要求在国家公墓安葬，但由于國家報勳處的反对，无法安葬。京鄉新聞批评爱国者和退伍军人事务部拒绝将他们埋葬在国家公墓，称反对新军事政权的将军不能前往埋葬第五共和国腐败人物的国家公墓。
2022年，真相与和解委员会决定对非法逮捕前国会议员姜昌成展开调查。

## 家庭关系
他的次子Kyu-hyung Kang曾担任明知大学教授和KBS 董事。

## 教育
- 1949年5月韩国军事学院8期毕业
- 1950年5月武装部队司令部步兵学校初级军事班毕业
- 1951年5月陆军步兵学校高等军事班毕业
- 1952年5月陆军炮兵学校高级军事班毕业
- 1952年9月陆军工程兵高等军事班毕业
- 1955年2月国民大学行政学士
- 1958年8月军校毕业
- 1960年2月海仁大学法学士
- 1972年8月明知大学经营学研究科经营学硕士
- 1987年8月东京大学大学院军事政治系政治学博士

## 历史
- 1946年任惠化国教教员（～ 1947年2月辞职）。
- 1947年任龙山高中国语教员（ 1948年2月离职）。
- 1948年考入军事学校（1948年5月入学）。
- 1949年军事学院八期毕业（1949年5月任陆军少尉）。
- 朝鲜战争期间以排长、连长、营长的身份参加了朝鲜战争
- 陆军第7训练中心下属营长
- 陆军第8师部属营长
- 陆军第52团团长
- 陆军第3师第7团团长
- 陆军第20师参谋长
- 陆军第5师参谋长
- 陆军司令部作战参谋部步兵师科长
- 1964中央情报学校校长
- 中央情报局计划、管理和协调办公室主任
- 陆军总部信息参谋部副部长
- 陆军第5师师长（少将）
- 中央情报局副局长（陆军少校）
- 陆军安全指挥官（少将）
- 陆军第3战区司令（陆军少将）
- 1976陆军少将范例
- 1980年入狱2年6个月
- 1992民主党国会议员
- 2000年大国家党国会议员

## 相关影视作品
- 赵明南- 1995 (第四共和国) MBC电视剧
- Lee Do -ryun - 1995 ( Korea Gate ) SBS电视剧
- Choi Byung-hak - 1998（三金时代） SBS电视剧
- Lee Young-hoo - 2005 (第五共和国) MBC电视剧

## 备注
1. ↑  헌정회에는 호적상 생년월일인 1930년 9월 1일 출생으로 기록되어 있다.
2. ↑  . 2023-02-17  [2023-02-18]. （原始内容存档于2023-03-31） （韩语）.